# Условная занятость
Усло́вная за́нятость, она же неусто́йчивая за́нятость (англ. Contingent work) — понятие, описывающее тип взаимоотношений между работником и работодателем. Нет общепризнанного определения условной занятости, но, в целом, признаётся, что это понятие образовано комбинацией следующих факторов:
- Работа является временной или высок риск увольнения
- Неполный рабочий день
- Сдельная заработная плата

Нет консенсуса по поводу того, можно ли считать условно занятого работника «имеющим работу». Тем не менее, такая работа обычно не рассматривается как часть карьеры. Неустойчивая занятость почти никогда не предполагает карьерного роста.
Если работник работает полный рабочий день, если он получает регулярное жалование либо фиксированную зарплату за постоянную работу, то его занятость нельзя назвать условной.
Условная занятость — не вполне нейтральное понятие, так как его обычно используют при описании социальных проблем. Биржи труда и бесплатные рекламные издания чаще называют такую работу случайной или нерегулярной, привлекая работников, которые хотели бы найти работу на короткое время, не заинтересованным в продвижении по службе. Однако, условная занятость совсем не обязательно нерегулярная.

## Ссылка
- РЫНОК ТРУДА: УСЛОВНАЯ ЗАНЯТОСТЬ ПРИ БЕЗУСЛОВНОЙ БЕЗРАБОТИЦЕ
- Гибкое использование персонала
- Неустойчивая занятость и права женщин
- Аутсорсинг и неустойчивая занятость в пищевой промышленности